# Бозанта Мика (Марамуреш)
Бозанта Мика (рум. Bozânta Mică) насеље је у Румунији у округу Марамуреш у општини Реча. Oпштина се налази на надморској висини од 151 m.

## Становништво
Према подацима из 2002. године у насељу је живело 423 становника.

### Попис2002.
| Расподела становништва по националности 2002.‍ | Расподела становништва по националности 2002.‍ | Расподела становништва по националности 2002.‍ | Расподела становништва по националности 2002.‍ | Расподела становништва по националности 2002.‍ |
| --------------------------------------------- | --------------------------------------------- | --------------------------------------------- | --------------------------------------------- | --------------------------------------------- |
|                                               |                                               |                                               |                                               |                                               |
| Румуни                                        | Румуни                                        |                                               | 371                                           | 87,7%                                         |
| Мађари                                        | Мађари                                        |                                               | 13                                            | 3,1%                                          |
| Роми                                          | Роми                                          |                                               | 39                                            | 9,2%                                          |